# Jakobson (herb szlachecki)
Jakobson (Gehemo, Gehema) – herb szlachecki.

## Opis herbu
W słup, w polu prawym złotym – srebrne skrzydło orle, w lewym czerwonym – złota stopa orla. Klejnot: samo godło.

## Najwcześniejsze wzmianki
Nadany Jakubowi Jakobsonowi von Embden z przydomkiem Gehema z żoną Esterą von Dalen i z dziećmi Jakubem Abrahamem i Anną Esterą przez Zygmunta III, króla polskiego 12 Marca r. 1624.

## Herbowni
Jedna rodzina herbownych (herb własny):
Jacobson.